# Primeira Cruz
Primeira Cruz là một đô thị thuộc bang Maranhão, Brasil. Đô thị này có diện tích 1367,833 km², dân số năm 2007 là 11968 người, mật độ 8,75 người/km².